# 김도연 (축구 선수)
김도연(1988년 12월 7일 ~ )은 대한민국의 여자 축구 선수로 현재 인천 현대제철 레드엔젤스에서 수비수로 활약하고 있다.